# Terry Pollard
Terry Jean Pollard (Detroit (Michigan), 15 augustus 1931 – The Bronx, 16 december 2009) was een Amerikaanse jazzvibrafoniste en -pianiste van de modernjazz.

## Biografie
Terry Pollard was uitsluitend tijdens de jaren 1950 kortstondig actief in het jazzcircuit. Vanaf 1948 werkte ze in bands uit haar geboortestad. In 1948 en 1952/1953 was ze werkzaam bij Billy Mitchell, bovendien bij Johnny Hill (1948/1949) en Emmit Slay (1950–1952). Ze kreeg meer bekendheid door haar lidmaatschap in het kwartet van Terry Gibbs, waarin ze zowel piano als ook vibrafoon speelde. Met Gibbs vormde ze ook een vibrafoonduo. Jutta Hipp noemt ze in een editie van het Jazz Podium uit 1954 in een artikel over vrouwen in de jazzmuziek naast Lorraine Geller en Elli Frankel als leidende jazzmuzikanten.
Pollard was betrokken bij plaatopnamen van Gibbs en Dick Garcia. In 1955 nam ze een album op onder haar eigen naam bij Bethlehem Records. In 1957 trok ze zich terug uit het jazzcircuit om zich om haar familie te bekommeren. In 1958/1959 ontstonden nog opnamen met Yusef Lateef, in 1961 met Dorothy Ashby. Volgens Scott Yanow is Pollards vibrafoonstijl vergelijkbaar met die van Bobby Hutcherson, Milt Jackson en Karl Berger. Haar pianostijl herinnert aan Patti Bown en Beryl Booker en werd beïnvloed door Bud Powell. Met Beryl Booker nam ze in 1954 Cats vs. Chicks op, waarin een vrouwenseptet het opnam (naast Booker en Pollard, Norma Carson, Corky Hecht (harp), Mary Osborne, Elaine Leighton, Bonnie Wetzel) tegen een mannenseptet onder Clark Terry (georganiseerd door Leonard Feather bij MGM Records).  

## Overlijden
Terry Pollard overleed in december 2009 op 78-jarige leeftijd.